# Palimbang
Palimbang è una municipalità di terza classe delle Filippine, situata nella Provincia di Sultan Kudarat, nella regione di Soccsksargen.
Palimbang è formata da 40 baranggay:
- Akol
- Badiangon
- Baliango
- Balwan (Bulan)
- Bambanen
- Baranayan
- Barongis
- Batang-baglas
- Butril
- Colobe (Tagadtal)
- Datu Maguiales
- Domolol
- Kabuling
- Kalibuhan
- Kanipaan
- Kidayan
- Kiponget
- Kisek
- Kraan
- Kulong-kulong

- Langali
- Libua
- Ligao
- Lopoken (Lepolon)
- Lumitan
- Maganao
- Maguid
- Malatuneng (Malatunol)
- Malisbong
- Medol
- Milbuk
- Mina
- Molon
- Namat Masla
- Napnapon
- Poblacion
- San Roque
- Tibuhol (East Badiangon)
- Wal
- Wasag